# Ốc tử
Ốc tử hay mai hoa đăng (danh pháp hai phần: Cochlospermum religiosum) là một loài thực vật có hoa thuộc chi Ốc tử (Cochlospermum), họ Điều nhuộm (Bixaceae), phân bố chủ yếu ở khu vực nhiệt đới thuộc Đông Nam Á và Nam Á. Cây mai hoa đăng là một cây nhỏ, cao đến 7,5 m, thường mọc ở những khu rừng khô rụng lá.
Tên religiosum bắt nguồn từ thực tế, khi hoa của cây này được dùng như lễ vật dâng cho các đền thờ.
Tại Thái Lan, mai hoa đăng là loài cây biểu tượng của tỉnh Nakhon Nayok.

## Hình ảnh

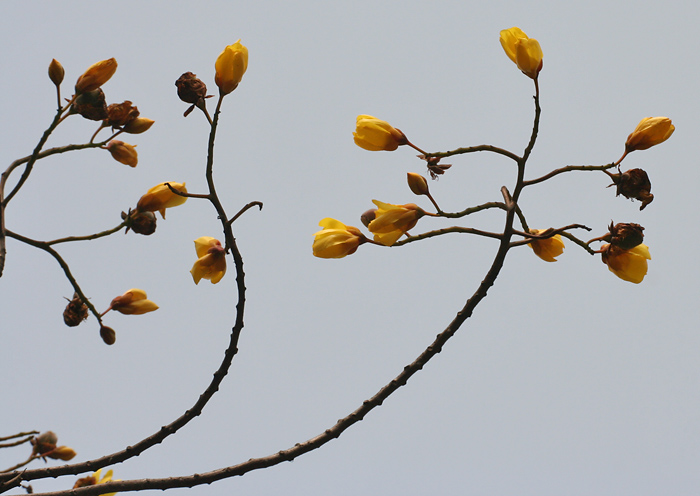
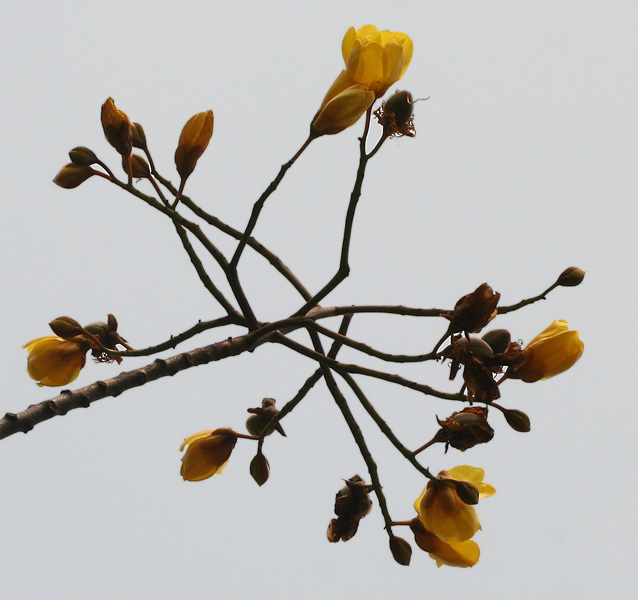
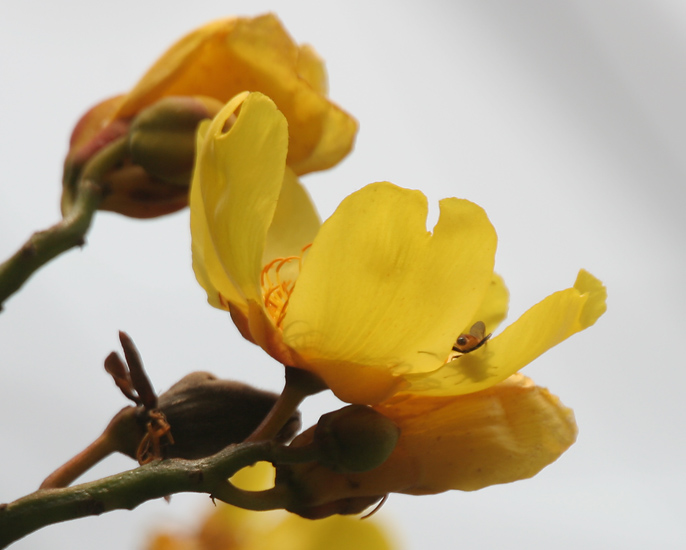
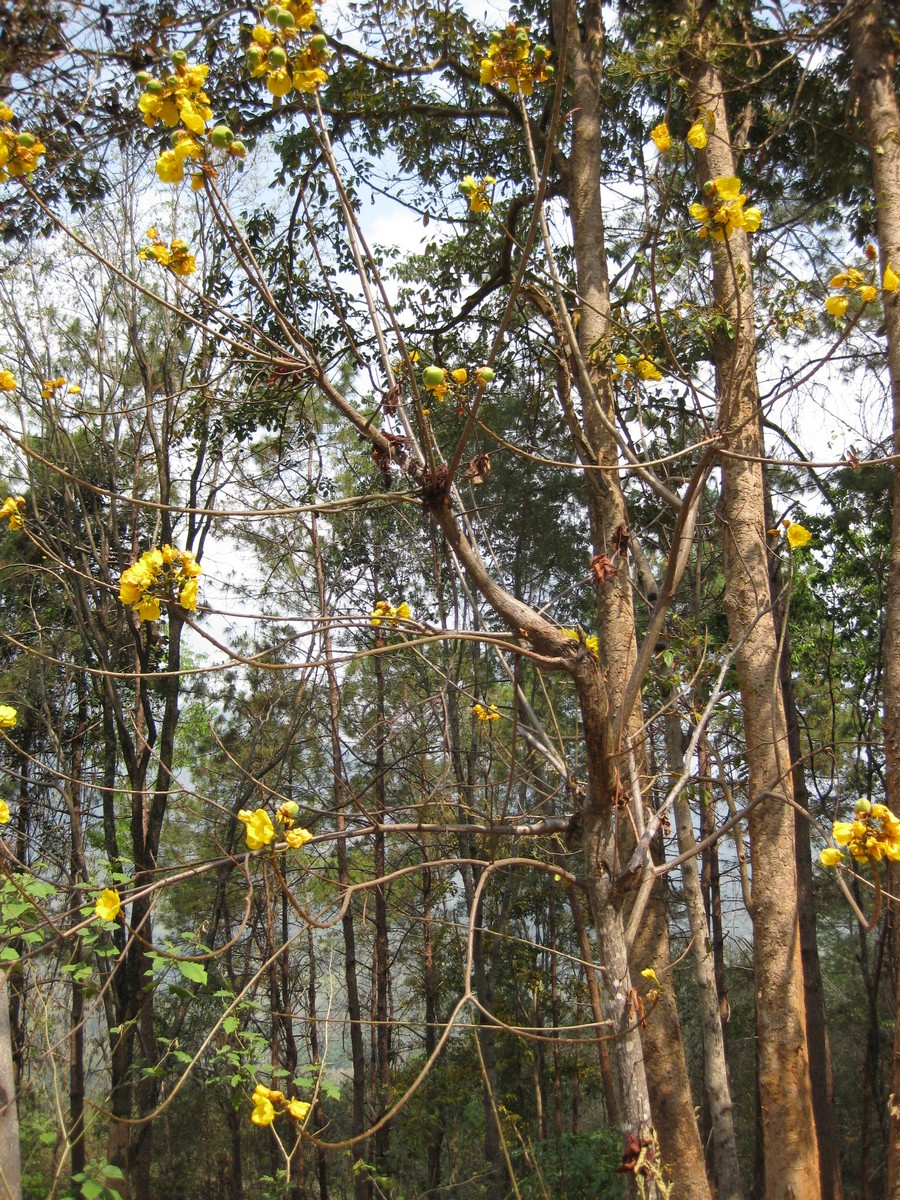